# 謝爾比鎮區 (明尼蘇達州布盧厄斯縣)
謝爾比鎮區（英語：Shelby Township）是位於美國明尼蘇達州布盧厄斯縣的一個行政鎮區。

## 地方資料
謝爾比鎮區的面積為92.60平方千米，當中陸地面積為92.10平方千米，而水域面積為0.50平方千米。根據2020年美國人口普查的數據，當地共有人口246人，而人口密度為每平方千米2.66人。